# Vandbænkebider
Vandbænkebideren (Asellus aquaticus) er en storkrebs i ordenen isopoder, der er udbredt i ferskvand over store dele af Eurasien og Nordafrika. Vandbænkebideren er almindelig i Danmark, hvor den lever på bunden af damme og pytter. Den er cirka 15 millimeter lang og smal og ret flad. Som andre isopoder har vandbænkebideren intet skjold, så alle dens led er synlige. Hunnen har mellem brystfødderne en rugepose, hvor den bærer æg og spæde unger, der ligner de voksne. Nogle af artens halefødder er tyndhudede gæller.

## Levevis
Vandbænkebideren lever i ferskvand og foretrækker søer og damme med stillestående vand, hvor den lever af henrådnende plantemateriale. Den kan dog også findes ved bredden af større søer og i åer. Den bevæger sig ved at kravle på bunden.